# Айххорст (Мекленбург)
Айххорст (нем. Eichhorst) — община в Германии, в земле Мекленбург-Передняя Померания.
Входит в состав района Мекленбург-Штрелиц. Подчиняется управлению Фридланд. Население составляет 507 человек (на 31 декабря 2010 года). Занимает площадь 28,31 км².
В Айххорсте родился Иоганн Фридрих Кристоф Кортюм (1788—1858), немецкий историк.